# SN 2002bx
SN 2002bx – supernowa typu II odkryta 31 marca 2002 roku w galaktyce IC2461. W momencie odkrycia miała maksymalną jasność 16,90m.